# مک‌لارن ام‌پی۴-۳۰
مک‌لارن ام‌پی۴–۳۰ (به انگلیسی: McLaren MP4-30) یک خودروی مسابقه‌ای فرمول یک بود که به‌دست تیم گاس و نیل اوتلی برای تیم مک‌لارن و جهت شرکت در مسابقات فرمول یک فصل ۲۰۱۵ طراحی شد. رانندگی این خودرو را فرناندو آلونسو، قهرمان رانندگان جهان در فصل‌های ۲۰۰۵ و ۲۰۰۶، که پس از گذشت هشت سال از آخرین همکاری‌اش با مک‌لارن به این تیم بازگشته‌بود، و جنسون باتن، قهرمان رانندگان جهان در فصل ۲۰۰۹ بر عهده داشتند. کوین مگنوسن، که در فصل ۲۰۱۴ برای این تیم رانندگی کرده‌بود، پس از تصادف آلونسو در آخرین روز از آزمون‌های پیش از فصل، موقتاً جایگزین او شد.
این خودرو، پس از مک‌لارن ام‌پی۴/۷ای—که در رقابت‌های فصل ۱۹۹۲ شرکت کرد—نخستین خودروی ساخت مک‌لارن بود که با پایان یافتن همکاری مک‌لارن با مرسدس در پایان فصل ۲۰۱۴، به یک موتور هوندا با نام آرای۶۱۵اچ مجهز می‌شد.
این خودرو به‌دلیل بخش عقبی به‌شدت مخروطی شکل و متمایز خود، توسط تیم مک‌لارن با نام مستعار «خودروی فرمول یک سایز صفر» شناخته می‌شد. امکان استفاده از این شیوهٔ طراحی به‌واسطهٔ طراحی موتور هوندا جهت کارکرد در دماهای بیشتر در مقایسه با سایر موتورها فراهم شده‌بود. بهترین جایگاهی که این خودرو در پایان فصل به‌نام خود به‌ثبت رسانده‌بود، جایگاه پنجم بود که در جایزه بزرگ مجارستان کسب شد. ام‌پی۴–۳۰ در فصل ۲۰۱۵ تنها ۲۷ امتیاز کسب کرد و تیم مک‌لارن را در رده‌بندی قهرمانی سازندگان جهان، در مقام نهم قرار داد. باتن و آلونسو نیز در رده‌بندی قهرمانی رانندگان جهان به‌ترتیب در رده‌های شانزدهم و هفدهم قرار گرفتند؛ در حالی که مگنوسن، با توجه به عدم شروع تنها مسابقه‌ای که به آن وارد شده‌بود، به‌طور رسمی در رده‌بندی قرار نگرفت. از آنجا که مجموعه‌ای از مشکلات فنی و بازنشستگی‌ها نیز در طول فصل عملکرد این خودرو را زیر سؤال بردند، این موضوع، فصل ۲۰۱۵ را به سخت‌ترین فصل برای تیم مک‌لارن در فرمول یک بدل کرد. در یک تحلیل و بررسی صورت‌گرفته بر روی این پروژه، از ناتوانی مک‌لارن و هوندا در برقراری ارتباط مناسب، دست کم گرفته‌شدن فناوری مورد نیاز برای موتور از سوی هوندا و خطاهای بحرانی در طراحی موتور، به‌عنوان دلایل مشکلات پیش‌آمده برای تیم مک‌لارن یاد شد.

## طراحی و توسعه

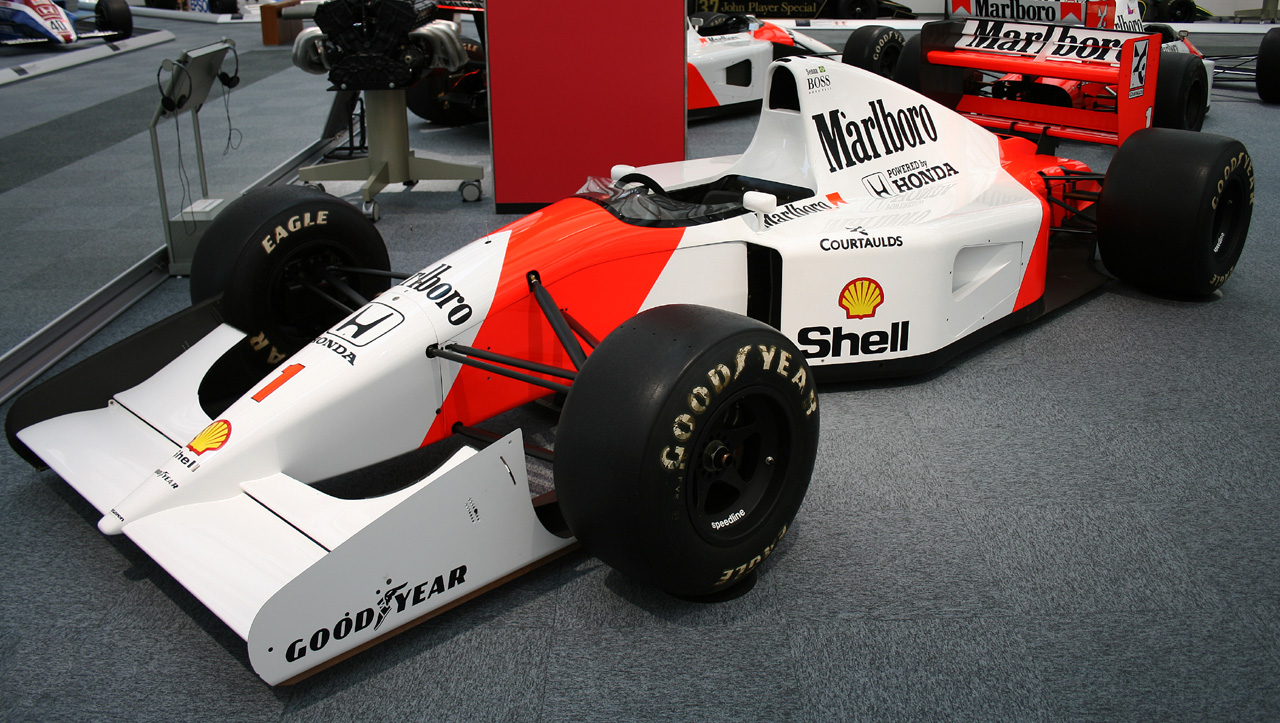
مک‌لارن ام‌پی۴/۷ای، که در رقابت‌های فصل شرکت داده‌شد، آخرین خودروی ساخت مک‌لارن بود که به یک موتور وی۱۲ هوندا آرای۱۲۲-ئی با حجم 3.5 L مجهز شد.

### تیم طراحی
تیم گاس و نیل اوتلی، که در سال ۲۰۱۴ خودروی مک‌لارن ام‌پی۴-۲۹ را توسعه داده‌بودند، جهت طراحی و ساخت ام‌پی۴–۳۰ به تیم مک‌لارن برگشتند. پیتر پرودرومو که پیش از این در فصل‌های ۱۹۹۱ تا ۲۰۰۶ برای مک‌لارن کار می‌کرد، از تیم رد بول—جایی که مسئولیت سرپرستی بخش آیرودینامیک را بر عهده داشت—جدا شد و دوباره به استخدام مک‌لارن درآمد تا در کنار مت موریس، طراح سابق تیم سائوبر، به طراحی خودروی ام‌پی۴–۳۰ و نظارت بر عملیات تیم در کنار پیست کمک کند.
موتور آرای۶۱۵اچ در ساختمان تحقیق و توسعهٔ اتومبیل هوندا واقع در اوتسونومیا در استان توچیگی—همان ساختمانی که توسعهٔ هوندا سیویک دبلیوتی‌سی‌سی برای شرکت در مسابقات قهرمانی جهان خودروی تورینگ و هوندا ان‌اس‌ایکس-جی‌تی برای حضور در مسابقات قهرمانی سوپر جی‌تی ژاپن توسعه داده‌شد—با رهبری پروژه توسط یاسوهیسا آرای، توسعه یافت.

### توسعه اولیه
شرکت هوندا پیش از این با خریداری بریتیش امریکن ریسینگ در فصل ۲۰۰۶، به‌عنوان یک سازنده در مسابقات فرمول یک شرکت کرده‌بود. اما در فصل ۲۰۰۹ این تیم را به براون جی‌پی فروخت. با معرفی یک فرمول کاملاً جدید برای موتورها از سوی مقامات فرمول یک در فصل ۲۰۱۴، و همچنین تشکیل تیم مستقل مرسدس، تأمین‌کنندهٔ موتور تیم مک‌لارن، این تیم به‌دنبال یک تأمین‌کنندهٔ جدید موتور به مقصود یک همکاری طولانی‌مدت بود. مک‌لارن و هوندا در مهٔ ۲۰۱۳ برای نخستین بار همکاری خود را اعلام کردند و موتور آرای۶۱۵اچ در هجده ماه بعدی مراحل توسعه را سپری کرد. این تیم در طول فصل ۲۰۱۴ برای خودروی مک‌لارن ام‌پی۴–۲۹ از موتور مرسدس پی‌یو۱۰۶ای هایبرید استفاده کرده‌بود.
توسعهٔ مک‌لارن ام‌پی۴–۳۰ با مدل مک‌لارن ام‌پی۴–۲۹اچ/۱ایکس۱ آغاز شد. این مدل نوعی از خودروی ام‌پی۴–۲۹ بود که جهت آزمایش موتور جدید توسعه یافته‌بود. این خودرو به رانندگی اشتوفل واندورن، رانندهٔ آزمون و توسعهٔ تیم مک‌لارن، در مراحل آزمون در پیست‌های سیلورستون و یاس مارینا حضور یافت. به‌واسطهٔ مشکلات فنی موتور، که ام‌پی۴–۲۹اچ/۱ایکس۱ را از پیمایش مسافتی قابل توجه بازداشت، و شاسی نیز پس از حضورش در پیست یاس مارینا کنار گذاشته‌شد، برنامهٔ آزمایش این خودرو به‌طور محدود انجام گرفت و پس از آن تیم مک‌لارن قبل از نخستین آزمون پیش از آغاز فصل ۲۰۱۵ در پیست خرز، این موتور را به شاسی ام‌پی۴–۳۰ منتقل کرد. این خودرو نخستین خودرویی بود که در سال ۲۰۱۵ موفق به عبور از آزمون‌های الزامی تصادف شد و مجوز نهایی خود را در دسامبر ۲۰۱۴ از فدراسیون بین‌المللی اتومبیل‌رانی (فیا) دریافت کرد.
این خودرو، پس از مک‌لارن ام‌پی۴/۷ای—که در رقابت‌های فصل ۱۹۹۲ شرکت کرد—نخستین خودروی ساخت مک‌لارن بود که با پایان یافتن همکاری مک‌لارن با مرسدس در پایان فصل ۲۰۱۴، به یک موتور هوندا با نام آرای۶۱۵اچ مجهز می‌شد.

### رنگ‌آمیزی بدنه
پیش از آغاز فصل ۲۰۱۵، مک‌لارن در ۲۹ ژانویهٔ ۲۰۱۵ خودروی ام‌پی۴–۳۰ را با یک رنگ‌آمیزی سیاه و نقره‌ای کروم و نقش‌های قرمز رونمایی کرد. این طرح اولیهٔ بدنه مورد انتقاد طرفدارانی قرار گرفت که معتقد بودند این رنگ‌بندی دربردارندهٔ رنگ نقره‌ای یکسان با رنگ سازمانی و رسمی شرکت مرسدس-بنز است. انتخاب این رنگ منجر به ناامیدی بیشتر طرفداران مک‌لارن شده‌بود. پس از آن، و در طول فصل مسابقات، مک‌لارن رنگ‌آمیزی اولیهٔ سیاه، نقره‌ای و قرمز بدنه را تغییر داد و با شروع جایزه بزرگ اسپانیا ۲۰۱۵، از یک طرح جدید شامل رنگ سیاه به‌عنوان رنگ غالب، و نقش‌های قرمز پرده‌برداری کرد.

### آزمون‌های پیش از آغاز فصل
خودروی ام‌پی۴–۳۰ نخستین حضور خود را در اولین آزمون پیش از فصل در پیست خرز تجربه کرد. با توجه به اینکه موتور آرای۶۱۵اچ از مجموعه‌ای از معایب مکانیکی متعدد رنج می‌برد، و عملکرد تیم در طول آزمون چهار روزه را شدیداً تحت تأثیر قرار داده‌بود، تیم مک‌لارن شروع سختی را پشت سر گذاشت. این تیم مرحلهٔ اول آزمون را با طی کردن کمترین مسافت در میان سایر تیم‌های حاضر به پایان رساند. پیش از آغاز مرحلهٔ دوم آزمون در پیست بارسلون-کاتالونیا، فرصت کافی برای رفع مشکلات به‌وجود آمده برای این خودرو وجود نداشت و همین موضوع باعث شد تا مک‌لارن برخی قطعات تأمین‌شده از سوی هوندا را با قطعاتی که خود تیم در سال ۲۰۱۴ به‌طور مستقل توسعه داده‌بود، جایگزین کند. این تیم در نهایت موفق شد تا در آزمون نهایی در بارسلون، مسافت قابل توجهی را طی کند؛ جنسون باتن، که در روز نخست آزمون تنها هفت دور پیست را طی کرده‌بود، در روز دوم توانست بیش از صد دور کامل را به پایان برساند. با این حال، در حالی که تنها دو هفته به مسابقهٔ گشایشی فصل باقی مانده‌بود، بیشترین میزان پیمایش پیوسته‌ای که خودروی ام‌پی۴–۳۰ به‌ثبت رسانده‌بود، برابر با دوازده دور در پیست بارسلون بود. این مسافت—۵۵٫۸ کیلومتر (۳۴٫۷ مایل)—از یک چهارم مسافت مشخص‌شده برای یک مسابقهٔ کامل جایزه بزرگ، که برابر با ۳۰۷٫۱ کیلومتر (۱۹۰٫۸ مایل) است، کمتر است.

#### تصادف در مرحله آزمون
تصادف فرناندو آلونسو در آخرین روز آزمون‌ها، که منجر به بستری شدن آلونسو در بیمارستان به‌دلیل ضربه مغزی و خروج او از مرحلهٔ سوم و نهایی آزمون شد، آماده‌سازی‌های تیم پیش از آغاز فصل را تحت تأثیر قرار داد. پس از این تصادف، کوین مگنوسن، رانندهٔ آزمون و ذخیرهٔ مک‌لارن به‌عنوان جایگزین او در ادامهٔ آزمون‌ها و همچنین شرکت در راند گشایشی فصل وارد میدان شد. آلونسو بعداً این تصادف را به نقص فنی در سامانهٔ فرمان خودرو نسبت داد؛ اگرچه مک‌لارن مدعی بود که در داده‌های دورسنجی پس از حادثه هیچ شواهدی مبنی بر بروز نقص فنی در خودرو وجود نداشته‌است. مراحل بعدی توسعه و آزمون خودرو نیز توسط مگنوسن، اشتوفل واندورن و الیور تروی انجام شد.

### واحد قدرت — هوندا آرای۶۱۵اچ
در پی بررسی‌های صورت گرفته بر روی موتور آرای۶۱۵اچ مشخص شد که هوندا این موتور را با هدف استفاده در فصل ۲۰۱۶ توسعه داده‌است؛ اگرچه هیچ بازبینی قابل توجهی در آئین‌نامه‌های فنی برای آن فصل در نظر گرفته نشده‌بود، این تصمیم به این منظور اتخاذ شد که هوندا بتواند بدون اتلاف وقت در تلاش برای توسعهٔ یک پیشرانهٔ ابتدایی در فصل ۲۰۱۵، توسعهٔ موتور ویژهٔ فصل ۲۰۱۶ را پیش از موعد آغاز کند. علاوه بر این، با توجه به این که مک‌لارن در حال توسعهٔ شاسی ام‌پی۴–۳۰ با محفظهٔ موتور کوچک بود، هوندا چندین طرح مفهومی افراطی را برای این موتور معرفی کرد که امکان توسعهٔ موتور کوچک‌تری را فراهم می‌کرد که تنها ۱۴۵ کیلوگرم (۳۲۰ پوند) وزن داشت و قابلیت جای گرفتن در فضای محدود شاسی را نیز داشت. با این حال، نقص این موتور در این بود که برای کنترل دمای پیشرانه، به یک سیستم آب‌خنک اضافه نیاز بود.
پیش از هر چیز، توربوشارژر موتور در کنار واحد مولد موتور-حرارت (ام‌جی‌یو-اچ)—مولدی که انرژی حرارتی را از منیفولد اگزوز گرفته و آن را برای قدرت‌بخشیدن به توربین استفاده می‌کند—و در داخل ردیف‌های سیلندر شکل‌دهندهٔ پیکربندی وی‌شکل موتورقرار گرفت. هوندا استفاده از پروانهٔ گریز از مرکز در کمپرسور تک‌مرحله‌ای خود را به‌منظور کاهش ابعاد موتور کنار گذاشت و به‌جای آن از چند پروانهٔ کوچک‌تر استفاده کرد که در طول یک شفت با فاصله از یک‌دیگر قرار گرفته‌بودند. اگرچه این موضوع می‌توانست قابلیت توربوشارژر در تولید فشار تقویت‌شده را محدود کند، اما محدودیت ۱۰۰ کیلوگرمی برای جریان سوخت که در سال ۲۰۱۴ معرفی شد، به کاهش این تأثیر منفی انجامید. واحد مولد موتور-جنبشی (ام‌جی‌یو-کی)—مولدی که انرژی تولید شده از حرکت دورانی موتور در زمان ترمزگیری را برداشت می‌کند—نیز پیرو قاعده‌ای که همزمان با معرفی سامانه بازیابی انرژی جنبشی در فصل ۲۰۰۹ برقرار شد، جهت انتقال مستقیم انرژی به میل‌لنگ، در بخش جلویی موتور قرار گرفت. باتری‌هایی که انرژی برداشت‌شده توسط ام‌جی‌یو-اچ و ام‌جی‌یو-کی را ذخیره می‌کردند نیز با واحد کنترل الکترونیکی ادغام شدند و در بخش جلویی موتور قرار گرفتند. هر دو واحد ام‌جی‌یو-اچ و ام‌جی‌یو-کی توانایی برداشت ۴ مگاژول (۱٫۱ کیلووات-ساعت) انرژی در هر دور را داشتند. با این حال، طبق مقررات فصل ۲۰۱۵، هر دو واحد تنها مجاز بودند در هر دور مسابقه ۲ مگاژول (۰٫۵۶ کیلووات-ساعت) انرژی را آزاد کنند.

### توسعه در طول فصل
با توجه به اینکه هر تولیدکنندهٔ موتور حاضر در فصل ۲۰۱۵ دارای آزادی عمل محدودی برای توسعهٔ موتور بود، مک‌لارن و هوندا، با وجود صرف کردن هجده ماه جهت توسعهٔ بی‌وقفهٔ موتور آرای۶۱۵اچ تا پیش از نخستین مسابقهٔ فصل، آزادی عمل بیشتری برای توسعهٔ این واحد قدرت تا قبل از الزام به طی کردن فرایند تأیید موتور در اختیار داشتند. طبق آئین‌نامه‌های فصل ۲۰۱۵، واحدهای قدرت در سی و دو بخش مختلف قابل توسعه بودند، و این اجازه به هوندا داده شده‌بود تا ۹ بخش از پیشرانهٔ خود را در طول فصل توسعه دهد. نخستین بروزرسانی‌ها برای این موتور، که بر بهبود میزان اطمینان‌پذیری واحدهای مولد موتور تمرکز داشتند، در جایزه بزرگ کانادا معرفی شدند. با این حال، طبق گزارش‌ها نیروی تولیدی این موتور در میانه‌های فصل در مقایسه با پیشرانهٔ مرسدس پی‌یو۱۰۶بی هایبرید، که پیشرانهٔ معیار در میان موتورهای حاضر در فصل ۲۰۱۵ بود، ۱۲۰ اسب بخار (۸۹ کیلووات) کمتر بود.
ران دنیس، مدیر عامل و رئیس هیئت مدیرهٔ مک‌لارن، در طول آماده‌سازی‌ها برای جایزه بزرگ بریتانیا اشاره کرد که داده‌های آیرودینامیکی به‌دست‌آمده از شاسی، به‌ویژه سرعت قابل دستیابی در میانهٔ پیچ‌ها، که به ادعای دنیس مشابه سرعت ثبت‌شده توسط سایر تیم‌ها بود، امیدوارکننده بوده‌است. او در ادامه افزود که مشکلات عملکردی خودرو می‌تواند ریشه در عدم تحویل بی‌درنگ قدرت از سوی موتور و مصرف سوخت بالای آن داشته باشد. اریک بولیه، مدیر تیم مک‌لارن، بعداً اظهار کرد که برای رفع مشکل اصلی پیش روی تیم، بازدهی سامانه‌های بازیابی انرژی به‌کار رفته در موتور آرای۶۱۵اچ، هم در زمینهٔ برداشت و هم در زمینهٔ آزادسازی انرژی اضافی، باید بهبود یابد و افزود که با توسعهٔ این بخش‌های پیشرانه، زمان قابل ثبت برای طی یک دور مسیر مسابقه توسط این خودرو چند ثانیه کاهش خواهد یافت و امکان کسب جایگاه‌های متعدد بر روی سکو را نیز برای آن فراهم خواهد کرد.
پس از بروز مشکلاتی در زمینهٔ اطمینان‌پذیری این موتور در نیمهٔ نخست فصل، یاسوهیسا آرای از روند پیشرفت هوندا پس از جایزه بزرگ بریتانیا اظهار رضایت کرد و اعلام کرد که تا پیش از بروزرسانی‌های برنامه‌ریزی شدهٔ بعدی در جایزه بزرگ بلژیک، تمرکز فرایند توسعه بر بهبود عملکرد موتور آرای۶۱۵اچ معطوف خواهد شد و با برنامه‌هایی برای معرفی بروزرسانی‌های بیشتر در طول باقی مسابقات فصل، در نهایت جایزه بزرگ سنگاپور نخستین مسابقه‌ای خواهد بود که عملکرد جدید این موتور در آن به بهره‌برداری خواهد رسید. هوندا پیش‌بینی کرده‌بود که نسخهٔ بروزرسانی‌شدهٔ موتور آرای۶۱۵اچ قادر به تولید نیروی کافی برای رقابت با موتور فراری ۰۵۹/۴ خواهد بود. با وجود اینکه طبق سرعت‌های ثبت‌شده توسط دوربین‌های سرعت در نیمهٔ نخست فصل، این موتور در مقایسه با سریع‌ترین راننده به‌طور میانگین ۱۳٫۳ کیلومتر بر ساعت (۸٫۳ مایل بر ساعت) کندتر بود، بررسی‌های صورت‌گرفته بر روی عملکرد آن نشان دادند که فاصلهٔ آن با رنو انرژی-اف۱ ۲۰۱۵ به تدریج کمتر شده‌است. یاسوهیسا آرای اظهار کرده‌بود که نیروی تولیدی این موتور به میزان ۲۵ اسب بخار (۱۸٫۶ کیلووات) بیشتر از موتور رنو است، اما همچنان در حدود ۵۰ اسب بخار (۳۷٫۳ کیلووات) با موتور مرسدس فاصله دارد.
بروزرسانی‌های معرفی شده در بلژیک، که شامل تغییراتی در محفظهٔ احتراق، ورودی‌های هوا و اگزوز بودند، بر کاهش استرس وارده به سایر بخش‌های موتور جهت استخراج بهترین بازدهی از آن‌ها متمرکز بودند. طبق بررسی‌های صورت‌گرفته بر مشکلات مکانیکی تیم مک‌لارن، مشخص شد که یک نقص بحرانی موجود در محفظهٔ احتراق داخلی، با وارد کردن استرس نالازم به بخش‌های دیگر موتور، تأثیر مخربی بر عملکرد آن‌ها داشته‌است. این بررسی همچنین نشان می‌داد که ناکارآمدی واحد ام‌جی‌یو-اچ که انرژی برداشت‌شده را سریع‌تر از روند برداشت آن مصرف می‌کرد، باعث می‌شد تا موتور تا ۱۶۰ اسب بخار (۱۲۰ کیلووات) از نیروی خود را در میانه‌های هر دور از دست بدهد. به گفتهٔ جنسون باتن، ام‌پی۴–۳۰ در طول مسابقهٔ بلژیک به‌طور مؤثر قادر به برداشت و آزادسازی انرژی نبود و در مسیرهای مستقیم پیست بیشتر به توان تولیدی موتور درون‌سوز خود متکی بود. با وجود اصرار آرای بر برتری آرای۶۱۵اچ نسبت به موتور رنو، فرناندو آلونسو معتقد بود که خودروی مک‌لارن در هر دور از مسابقهٔ جایزه بزرگ ایتالیا حدود سه ثانیه از مرسدس عقب می‌افتاد و با وجود فعال‌سازی سامانه کاهش پسار، قادر به حمله یا دفاع از جایگاه خود در برابر خودروهای اسکودریا تورو روسو با موتور رنو نبود. اظهار نظر آلونسو در زمانی منتشر شد که با انتشار گزارش‌هایی مبنی بر درخواست تیم برای خلع آرای از سمت خود به‌عنوان مدیر پروژه، نخستین نشانه‌های عمومی از تنش‌های بوجود آمده بین مک‌لارن و هوندا نمایان شدند. بررسی‌هایی که بر روی روند توسعهٔ تولیدکنندگان رقیب انجام شد، نشان داد که مرسدس و فراری، با توسعهٔ مخلوط سوخت و تنظیم مجدد محفظه‌های احتراق موتورهای خود برای سوختن کارآمدتر بنزین، به ۴۰ اسب بخار (۲۹٫۸ کیلووات) نیروی بیشتر دست یافته‌اند و با این کار نیروی به‌دست آمده به‌واسطهٔ توسعهٔ موتور توسط هوندا نمود کمتری پیدا کرده‌است.
هوندا سومین و آخرین دور از بروزرسانی‌های خود را پیش از جایزه بزرگ روسیه معرفی کرد. این بروزرسانی‌ها بر موتور درون‌سوز و قطعات وابستهٔ اگزوز تمرکز داشتند و هدف از اعمال آن‌ها، بهبود بازدهی ام‌جی‌یو-اچ و معرفی تدریجی قطعات جدید در طول سه راند بعدی بود. برای جاگذاری بهتر موتور در درون شاسی، بخش‌های فرعی آن دوباره پیکربندی شدند، در حالی که کمپرسور محوری با یک نمونهٔ مرسوم‌تر—هرچند که کوچک‌تر بود—جایگزین شد. با پیکربندی دوبارهٔ خروجی‌های اگزوز جهت بهبود منحنی قدرت موتور، دریچهٔ هدرروی اگزوز نیز پیرو برنامهٔ توسعه برای فصل ۲۰۱۶، بروزرسانی شد. از آنجا که هوندا تصور می‌کرد که با بودجهٔ باقی‌ماندهٔ خود برای توسعه در طول فصل، مشکلات واحد ام‌جی‌یو-اچ به میزان کافی قابل ردیابی نیستند، تصمیم گرفت به‌جای پیگیری این مشکل‌ها، بر روی بهبود عملکرد موتور درون‌سوز تمرکز کند و بررسی مشکلات ام‌جی‌یو-اچ را تا پایان فصل و زمانی که محدودیت‌های توسعه برداشته می‌شوند، به تعویق بیندازد. این بروزرسانی‌ها در دسترس آلونسو قرار گرفتند و قرار شد تا خودروی باتن نیز پس از دو راند، در جایزه بزرگ مکزیک این بروزرسانی‌ها را دریافت کند. آلونسو نسبت به این بهبودها نظر مثبتی داشت و اشاره کرد که توانسته‌است زمان‌هایی سریع‌تر از زمان‌های ثبت‌شده توسط لوئیز همیلتون در طول فاز اولیهٔ مسابقه را به ثبت برساند. او همچنین اظهار کرد که تیم مک‌لارن به‌واسطهٔ اصلاحات بیشتر در موتور و اقتباس عناصر طراحی آیرودینامیک مورد استفادهٔ تیم‌های دیگر، پتانسیل بهبود زمان‌های ثبت‌شده به‌میزان ۲٫۵ ثانیه را در فصل ۲۰۱۶ خواهد داشت. با این حال، باتن خوش‌بینی کمتری از خود نشان داد و اشاره کرد که با توجه به این که ارتفاع زیاد پیست هرمانوس رودریگز—حدود ۲٬۲۲۹ متر (۷٬۳۱۳٫۰ فوت) بالاتر از سطح دریا—و غلظت پایین هوا باعث کاهش نیروی تولیدی توربین می‌شود، این موتور در مکزیک احتمالاً دچار مشکل خواهد شد. اگرچه پیش‌بینی‌های تیم مبنی بر یک آخر هفتهٔ سخت، پس از مرحلهٔ تعیین خط به واقعیت پیوست، اما مک‌لارن فاصلهٔ ۰٫۳ ثانیه‌ای خود با مرسدس، که آن را در بخش‌هایی از پیست که کمتر به نیروی موتور وابسته بودند ثبت کرده بود را یک دست‌آورد برجسته می‌دانست. این فاصله، کمترین فاصلهٔ زمانی بین مک‌لارن و مرسدس در فصل ۲۰۱۵ بود.

### بازخوردها
موتور آرای۶۱۵اچ به‌طور گسترده‌ای مورد انتقاد جامعهٔ فرمول یک قرار گرفت و مشکلات تیم مک‌لارن در طول فصل ۲۰۱۵ به یکی از موضوعات تکراری تبدیل شد. این انتقادها منحصراً متوجه یاسوهیسا آرای، مدیر پروژهٔ هوندا و ساختارهای تقسیم‌شده بین این دو شرکت بود که باعث شده‌بود هوندا به‌طور مستقل و با هماهنگی کم با مک‌لارن به توسعهٔ موتور بپردازد. ناتوانی تیم در به‌کارگیری مهندس‌هایی از تولیدکنندگان رقیب، یعنی مرسدس، فراری و رنو، حتی پس از این که آرای اقرار کرد که هوندا پیش‌نیازهای این ورزش و فناوری مورد نیاز برای رقابت را دست کم گرفته‌است، دلیل دیگری برای سرازیر شدن موج انتقادات بود. آرای در نشست خبری مک‌لارن پس از مرحلهٔ تعیین خط در ژاپن گفت که نقاط ضعف موتور شناسایی شده و این اشکالات برای فصل ۲۰۱۶ رفع خواهند شد. فرناندو آلونسو در دفاع از هوندا اظهار کرد که برنامهٔ توسعهٔ مستقل هوندا، کپی‌برداری از طراحی موتور آرای۶۱۵اچ توسط سایر تولیدکنندگان را سخت‌تر کرده‌است. ران دنیس، مدیرعامل مک‌لارن دیدگاه گسترده‌تری را ارائه کرد و فصل سختی که تیم پشت سر گذاشته‌بود را به مجموعه‌ای از عوامل—از جمله توسعهٔ شاسی و روحیهٔ کارکنان—نسبت داد و گفت این مشکلات تنها مربوط به عملکرد موتور نبوده‌اند.
تصمیم مک‌لارن برای محدود کردن آگاهانهٔ مشارکت هوندا در فرمول یک به تأمین موتور تنها برای یک تیم، با وجود این که اسکودریا تورو روسو و مانور ماروسیا به‌عنوان مشتری‌های بالقوهٔ هوندا برای دریافت داده‌های بیشتر اعلام شده‌بودند، باعث برانگیخته شدن موج دیگری از انتقادها شد. با این حال، مک‌لارن با این استدلال که زیرساخت‌های مورد نیاز برای برپایی چنین همکاری می‌تواند منجر به انحراف از کمپین مک‌لارن شود، این انتقادها را رد کرد و از فصل ۲۰۱۷ به‌عنوان زودترین زمان ممکن برای در نظر گرفتن حذف این محدودیت یاد کرد. با تجدید نظر مک‌لارن و تقلیل اهداف عملکردی خود از جایگاه‌هایی روی سکو به کسب امتیازهای معمولی، اریک بولیه اذعان داشت که این تیم در فصل ۲۰۱۶ با کمبود بودجه مواجه خواهد بود و این کمبود را حدود ۲۳ میلیون دلار (۱۵ میلیون یورو) تخمین زد. چرا که در ابتدا پیش‌بینی می‌شد این تیم به‌جای جایگاه نهم، به مقام پنجم در رده‌بندی قهرمانی سازندگان دست یابد و در نتیجه سهم بیشتری از مبلغ جایزهٔ فصل را از آن خود کند.
آلونسو در آماده‌سازی‌ها برای جایزه بزرگ ژاپن اشاره کرد که هرچند ردیابی کمبودهای پیشرانه بزرگترین چالش پیش روی تیم بوده‌است، اما او از برخی عملیات خارج از پیست نیز ناراضی بوده‌است. آلونسو از مشکلاتی نظیر فقدان پویایی در مرحله‌های تمرین روز جمعه، نبود آمادگی کافی در رویه‌های شروع مسابقه و پیت استاپ‌ها و اطمینان‌ناپذیری قطعات دیگر—نظیر جعبه‌دنده—به‌عنوان مشکلاتی افزون بر نقص‌های پیشرانه یاد کرد. او پس از ناتوانی در دفاع از جایگاه خود در مقابل سبقت‌های پی‌درپی در طول مسابقه، بارها در رادیو عملکرد موتور آرای۶۱۵اچ را «شرم‌آور» خوانده و آن را هم‌سطح با یک «موتور جی‌پی۲» دانسته بود.
با وجود اظهارات هوندا مبنی بر ارائهٔ بهترین عملکرد موتور در جایزه بزرگ مجارستان، مارتین براندل، رانندهٔ مسابقه‌ای سابق و مفسر شبکهٔ تلویزیونی اسکای اسپورت گفته‌بود که حس می‌کند مک‌لارن به‌جای برنامهٔ مسابقه‌ای خالص، در حال دنبال‌کردن یک برنامهٔ تحقیق و توسعه است و در نتیجه به‌جای دستاوردهای آشکار، توقع نتایج متفاوتی را از این فصل دارد. با قرار گرفتن جنسون باتن در ردهٔ سیزدهم در مرحلهٔ تعیین خط جایزه بزرگ روسیه و با فاصلهٔ نیم ثانیه بعد از دانیل کویات از تیم رد بول، براندل اظهار داشت که مک‌لارن «نخستین پیشرفت معنادار خود در فصل» را کسب کرده‌است. با این حال، پس از سه مسابقه و در پی معرفی یک بروزرسانی در جایزه بزرگ مکزیک، براندل گفت که موتور هوندا همچنان دارای قدرت و بازدهی کم است، قابل اطمینان نیست و در نتیجه از همان مشکلاتی که از آغاز فصل گرفتارشان بوده، رنج می‌برد.
یاسوهیسا آرای در پایان فصل ۲۰۱۵ جایگاه خود در تیم مک‌لارن را ترک کرد و از آنجا که هوندا بر روی توسعهٔ جانشین موتور آرای۶۱۵اچ، یعنی آرای۶۱۶اچ متمرکز شده‌بود، یوسوکه هاسگاوا، مدیرعامل بخش تحقیق و توسعهٔ هوندا جای آرای را گرفت.

## تاریخچه حضور در رقابت‌ها

### خلاصه فصل

#### راندهای گشایشی
فرناندو آلونسو دو هفته پیش از جایزه بزرگ استرالیا به‌دلیل توصیه‌های پزشکی که در پی تصادف خود در مرحلهٔ آزمون دریافت کرده‌بود، از مسابقه کنار رفت. کوین مگنوسن که در طول آزمون‌های پیش از فصل به‌جای آلونسو رانندگی کرده‌بود، در مسابقهٔ استرالیا نیز رانندهٔ مک‌لارن بود. تیم مک‌لارن در آغاز فصل در استرالیا شروع سختی را تجربه کرد؛ چرا که موتور خودروهای باتن و مگنوسن، جهت افزایش اطمینان‌پذیری در مسابقه، روی سطح عملکرد ضعیف‌تری تنظیم شده‌بود و همین موضوع باعث شد تا این دو راننده در مرحلهٔ تعیین خط جایگاه‌های ردیف آخر را در خط شروع مسابقه کسب کنند. باتن بعداً بیشینه سرعت ۲۸۸ کیلومتر بر ساعت (۱۷۹ مایل بر ساعت) را در مقابل دوربین‌های ثبت سرعت ثبت کرد که نسبت به سریع‌ترین خودرو، حدود ۲۱ کیلومتر بر ساعت (۱۳ مایل بر ساعت) کندتر بود. او در پایان این مسابقه آخرین رانندهٔ رده‌بندی شده بود و مسابقه را در جایگاه یازدهم و با فاصلهٔ دو دور از برندهٔ میدان به پایان رساند. باتن با به پایان رساندن مسابقهٔ استرالیا، برای نخستین بار با خودروی ام‌پی۴–۳۰ مسافت کامل یک مسابقه را طی کرد و مگنوسن نیز با توجه به این که موتور خودروی او به‌هنگام حرکت به سمت صف شروع دچار نقص فنی شده‌بود، موفق نشد مسابقه را آغاز کند.
آلونسو برای جایزه بزرگ مالزی دوباره به تیم برگشت. همزمان با بازگشت او، موتور نیز به سطح عملکرد بالاتر برگشته‌بود و مک‌لارن نیز مجموعه‌ای از بروزرسانی‌های آیرودینامیکی از جمله باله‌های روی غلاف‌های جانبی و یک بالهٔ جدید جلو را معرفی کرد. با این حال، در این مسابقه نیز آلونسو و باتن در یک ردیف مانده به آخر از صف شروع و جلوتر از روبرتو مری و ویل استیونز، رانندگان مانور ماروسیا قرار گرفتند. هر دو خوردوی مک‌لارن در پی مشکلات مکانیکی متعاقباً از مسابقه بازنشست شدند. تیم مک‌لارن که در ابتدای فصل با اطمینان‌پذیری ضعیف و عملکرد نامناسب موتور مواجه بود، در نخستین دور از مسابقه‌های غیرقابل پیشبینی فصل هیچ امتیازی کسب نکرد؛ جایزه بزرگ چین تنها مسابقه‌ای بود که هر دو خودروی مک‌لارن موفق شدند آن را به پایان برسانند. اگرچه آلونسو در بحرین موفق شد یک بار دیگر به جایگاه یازدهم (که بهترین جایگاه کسب‌شده توسط مک‌لارن بود) دست یابد، اما با آغاز فصل اروپایی در راند بعدی در جایزه بزرگ اسپانیا، مسابقه‌ای که باتن در آن جایگاه شانزدهم را کسب کرد و آلونسو نیز به‌دلیل بروز نقص فنی در ترمزها بازنشست شد، امیدها به بهبود عملکرد خودروهای مک‌لارن از بین رفت.

#### فصل اروپایی
باتن با کسب مقام هشتم در جایزه بزرگ موناکو، نخستین امتیازها با این خودرو را کسب کرد. او بعداً با اشاره به این که قادر بوده‌است ارتفاع خودرو در بخش جلویی را افزایش داده و بدون قفل شدن ترمزها و برخورد کف خودرو با زمین، و با حفظ سطح عملکرد خودرو در زمان ورود به اوج پیچ، اقدام به ترمزگیری شدید کند، کسب این نتیجه را وابسته به داشتن اعتماد به نفس در خودرو دانست. با این حال، در مسابقه‌های بعدی در کانادا و اتریش، با توجه به الزام تیم به کاهش قدرت خروجی موتور به سطحی که از جایزه بزرگ استرالیا به بعد مورد استفاده قرار نگرفته‌بود و قادر به ممکن ساختن یک رقابت نزدیک در مسیرهای مستقیم طولانی و پیچ‌های کند در پیست‌های ژیل ویلنوو و رد بول رینگ نبود، مشکلات پیش روی مک‌لارن دوباره پدیدار شدند. علاوه بر این، با فرارسیدن مسابقهٔ اتریش، باتن و آلونسو سهم خود از اجزای قابل استفادهٔ موتور خود در یک فصل را استفاده کرده‌بودند. این موضوع به‌همراه تعویض برنامه‌ریزی نشدهٔ جعبه‌دنده باعث شد تا یک پنالتی بیست و پنج رده‌ای در صف شروع مسابقه به هر دو راننده تعلق بگیرد. تیم مک‌لارن نخستین بروزرسانی آیرودینامیکی عمدهٔ خود برای فصل را نیز در اتریش رونمایی کرد که در پی آن طراحی اولیهٔ دماغهٔ خودرو با یک نمونهٔ مربعی‌شکل مشابه طراحی دماغهٔ خودروهای ویلیامز اف‌دبلیو۳۷ و رد بول آربی۱۱ تعویض شد. بخش عقب صفحهٔ زیر خودرو نیز مورد بهینه‌سازی قرار گرفت و برای تغییر فشار هوای جریان‌یافته به سمت دیفیوزر عقب، شکاف‌هایی بر روی بدنه در جلوی چرخ‌های عقب ایجاد شد. تیم مک‌لارن زمان محدودی را در این مسابقه سپری کرد؛ چرا که آلونسو پس از برخورد با کیمی رایکونن در نخستین دور مسابقه، بازنشست شد، اما مک‌لارن مجاز بود تا طرح جدید خودرو را در یک آزمون پس از مسابقه ارزیابی کند. آلونسو پس از تحمل چهار بازنشستگی پیاپی، با کسب جایگاه دهم در بریتانیا نخستین امتیاز خود در فصل را کسب کرد.

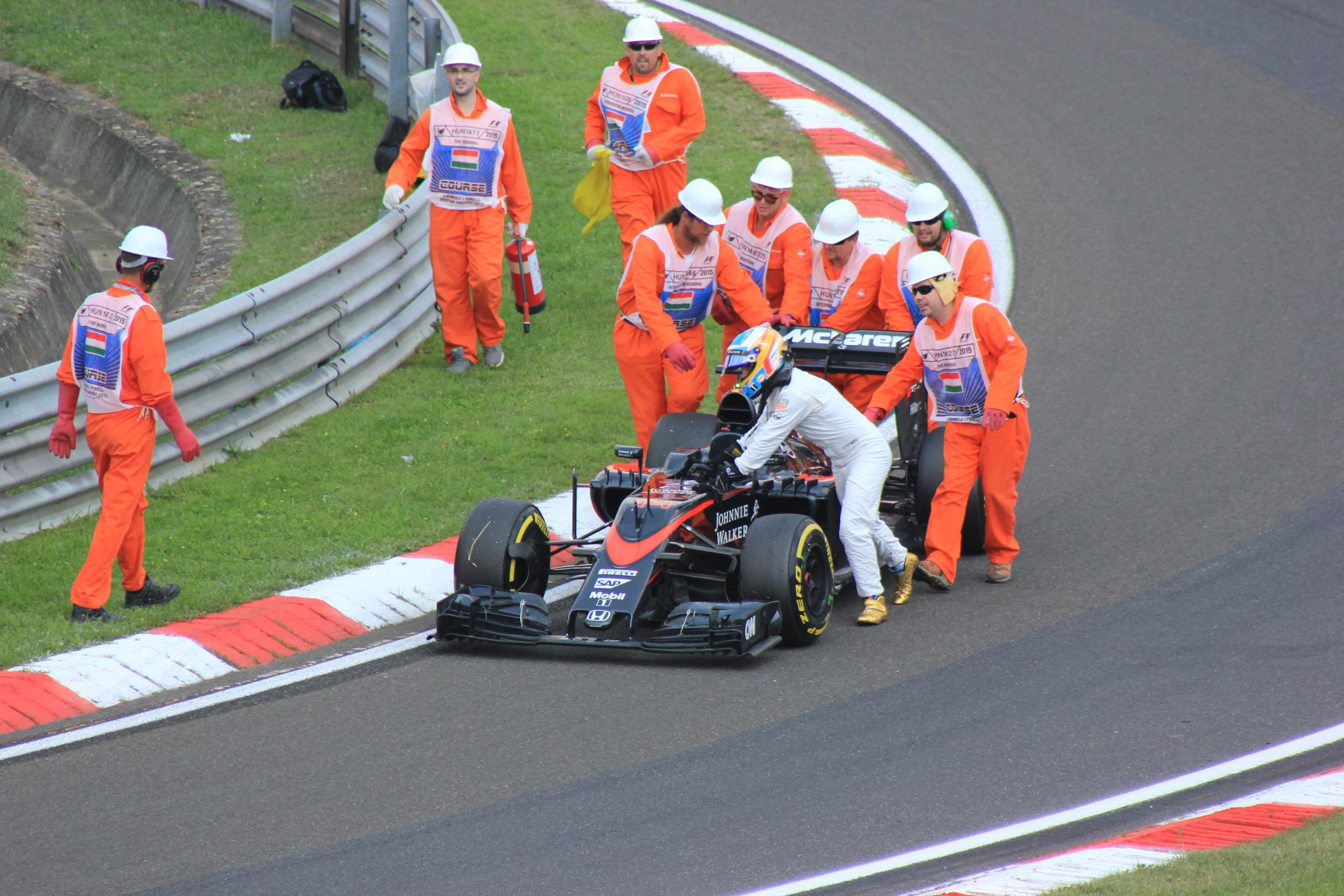
مک‌لارن در طول فصل با مشکلاتی در زمینهٔ اطمینان‌پذیری روبرو بود. در تصویر فرناندو آلونسو پس از نقص فنی موتور در طول مرحلهٔ تعیین خط برای ، در حال انتقال خودرویش به سمت مسیر پیت دیده می‌شود.

با توجه به این که اصلاحات انجام شده در آئین‌نامه‌های ورزشی به هوندا این اجازه را می‌دادند که بدون دریافت پنالتی یک موتور اضافه را در اختیار تیم قرار دهد، مک‌لارن تصمیم گرفت تا در مجارستان، که انتظار می‌رفت محدوده‌های تنگ هونگارورینگ و نیاز کمتر به قدرت بی‌درنگ در آنجا امکان ثبت نتایج بهتر را برای خودروی ام‌پی۴–۳۰ فراهم کنند، از این موتور اضافه استفاده کند. با وجود این که طبق پیش‌بینی‌های تیم، تداوم بروز مشکلات در زمینهٔ اطمینان‌پذیری منجر به بازماندن این خودرو از بخش نهایی مرحلهٔ تعیین خط شد، باتن و آلونسو هر دو از روند توسعه توسط تیم و حسی که از شاسی خودرو دریافت کرده‌بودند، ابراز رضایت کردند و از این آخر هفته به‌عنوان بهترین آخر هفتهٔ خود در فصل یاد کردند. در پایان مسابقهٔ مجارستان، با قرار گرفتن آلونسو در جایگاه پنجم و کسب مقام نهم توسط باتن، تیم مک‌لارن موفق شد با هر دو خودروی خود امتیاز کسب کند و با هفده امتیاز و قرار گرفتن در رده‌بندی قهرمانی سازندگان با فاصلهٔ پنج امتیازی پس از تیم سائوبر، راهی تعطیلات تابستانی شود.
مک‌لارن در جایزه بزرگ بلژیک تعمداً دو موتور کاملاً جدید را در اختیار آلونسو و باتن قرار داد. این عمل به قرار گرفتن این دو راننده در انتهای صف شروع منجر شد؛ اما امکان رقابت بدون ریسک دریافت پنالتی در جایزه بزرگ ایتالیا و سنگاپور—که برای ارزیابی روند توسعهٔ موتور، مسابقه‌هایی حیاتی تلقی می‌شدند—را برای تیم فراهم کرد. با وجود این برنامه‌ریزی، در پی نیاز به اعمال تغییرات بیشتر در موتور، و استفاده از ۹ موتور جدید با وجود محدودیت استفادهٔ مجاز از چهار موتور، مک‌لارن در جایزه بزرگ ایتالیا نیز ناچار به دریافت یک پنالتی دیگر شد. در بلژیک نیز دومین بروزرسانی عمدهٔ مک‌لارن در زمینهٔ آیرودینامیک رونمایی شد: برای بهبود جریان هوا در زیر خودرو، باله‌های بیشتر به بخش جلویی کفهٔ آن اضافه شدند، ارتفاع غلاف‌های جانبی کاهش یافت و اصلاحاتی نیز بر روی پوشش موتور صورت گرفت. علاوه بر این تغییرات، محل استقرار رادیاتور خنک‌کنندهٔ سامانهٔ بازیابی انرژی نیز تغییر کرد. هر دو خودروی مک‌لارن مسابقهٔ بلژیک را به پایان رساندند، اما باری دیگر، با فاصلهٔ یک دور از نفر اول، خارج از رده‌های امتیازی و در رده‌های سیزدهم و چهاردهم قرار گرفتند. پس از آن که هر دو خودروی مک‌لارن، با وجود بازنشست شدن سباستیان فتل در دور نهایی، در رده‌های پایین‌تر از او قرار گرفتند، باتن نتیجهٔ این مسابقه را «شرم‌آور» توصیف کرد. مک‌لارن جهت برقراری تعادل آیرودینامیکی بهتر و نیروی پسار کمتر در پیست سریع ناتزیوناله مونتزا، برای جایزه بزرگ ایتالیا دوباره به دماغهٔ کوتاه و پهن با طول بیشتر روی آورد. از آنجا که هر دو رانندهٔ مک‌لارن در نخستین دور از مرحلهٔ تعیین خط مغلوب شدند و در طول مسابقه نیز با مشکلاتی روبرو بودند، مشخص شد که این تغییرات نیز مزایای ناچیزی برای خودرو داشته‌اند. باتن در این مسابقه مقام چهاردهم را کسب کرد. آلونسو نیز به دلیل نقص فنی در سیستم برق بازنشست شد؛ اما با توجه به این که ۹۰٪ از مسافت طی شده توسط لوئیز همیلتون، برندهٔ مسابقه را طی کرده‌بود، در رده‌بندی پایان مسابقه در جایگاه هجدهم قرار گرفت. مسابقهٔ ایتالیا پنجاهمین مسابقهٔ تیم مک‌لارن بود که پس از آخرین پیروزی‌اش در جایزه بزرگ برزیل ۲۰۱۲، نتوانست در آن به پیروزی دست یابد.

#### راندهای آسیایی و آمریکایی
با بازگشت مسابقات به آسیا برای برگزاری دور دوم مسابقات غیرقابل پیش‌بینی، تیم مک‌لارن با هدف کسب امتیاز وارد سنگاپور شد؛ اگر چه هر دو خودروی این تیم موفق شدند خود را به دور دوم مرحلهٔ تعیین خط برسانند و در طول مسابقه نیز در میان ده خودروی اول بودند، اما هر دوی آن‌ها به دلیل بروز مشکلاتی در جعبه‌دنده، از ادامهٔ مسابقه بازماندند. از آنجا که جعبه‌دندهٔ خودروی آلونسو بدون دریافت ورودی از سوی راننده، به‌طور مداوم در حالت خلاص قرار می‌گرفت—مشکلی که چند رانندهٔ دیگر نیز با آن روبرو بودند—او ناچار به ترک مسابقه شد؛ باتن که پیش از آن که دمای جعبه‌دندهٔ خودروی او از حد مجاز بگذرد و در حالی که همزمان با شروع دوبارهٔ مسابقه پس از حضور خودروی ایمن در حال سبقت گرفتن از الکساندر روسی بود، با پاستور مالدونادو برخورد کرده‌بود. تیم مک‌لارن پس از آزمودن یک بالهٔ جدید جلو در مرحلهٔ تمرین سنگاپور، که جهت بهبود جریان هوا در اطراف چرخ‌های جلو طراحی شده‌بود، یک هفته بعد و در مسابقهٔ بعدی در ژاپن این قطعات را رونمایی کرد. با این حال، این تیم با مشکلاتی در زمینهٔ فشار باد تایرها روبرو شد؛ در پی ترکیدن تایر خوردوی سباستین فتل در سرعت بالا در جایزه بزرگ بلژیک، فدراسیون بین‌المللی اتومبیل‌رانی با مشورت شرکت پیرلی، تأمین‌کنندهٔ تایر خودروها، تنظیمات الزامی جدیدی را برای حداقل فشار باد تایر خودروها تعیین کرد. این فشار باد استاندارد برای جایزه بزرگ ژاپن، در مقایسه با مسابقهٔ سال ۲۰۱۴ به میزان ۲ پوند بر اینچ مربع (۱۴ کیلوپاسکال) افزایش یافت. این تغییرات ارتفاع سواری خودروی ام‌پی۴–۳۰ و طول سفر سیستم تعلیق عمودی آن را تحت تأثیر قرار داد و منجر به افزایش میزان کم‌فرمانی در این خودرو شد. با وجود آلونسو و باتن با دریافت پنالتی به‌ترتیب در رده‌های دوازدهم و چهاردهم صف شروع مسابقه قرار گرفتند، مسابقه را در مقام یازدهم و شانزدهم به پایان رساندند. تیم مک‌لارن، با اطلاع از این که جایزه بزرگ سنگاپور آخرین شانس آن‌ها برای کسب امتیاز را در اختیارشان قرار داده بود، در طول زمان باقی مانده از فصل ۲۰۱۵ تمرکز خود را بر توسعهٔ خودروی ۲۰۱۶ مک‌لارن معطوف کرد. علاوه بر بروزرسانی‌هایی که هوندا برای مسابقهٔ روسیه برای موتور خودرو ارائه کرد، مک‌لارن به دنبال استفاده از مشخصه‌هایی از پیست سوچی بود که با سرعت‌های بالا و فرسایش کمتر سازگار بودند تا بتواند قطعات آزمایشی بدنه، از جمله تنظیمات اگزوز را آزمایش کند. در این مسابقهٔ فرسایشی، باتن و آلونسو در ابتدا مسابقه را در رده‌های امتیازی به پایان رساندند. باتن در مقام نهم و آلونسو نیز در مقام دهم از خط پایان عبور کردند؛ اما آلونسو پس از دریافت یک پنالتی پنج ثانیه‌ای بعد از مسابقه، در جایگاه یازدهم رده‌بندی قرار گرفت.
افزون بر بروزرسانی‌هایی که هوندا در جایزه بزرگ ایالات متحده برای موتور ام‌پی۴–۳۰ معرفی کرد، مک‌لارن نیز یک بستهٔ آیرودینامیکی را برای این خودرو ارائه کرد؛ بالهٔ بازبینی شدهٔ جلو جهت افزایش نیروی رو به پایین، پره‌های متغیر اصلاح‌شده برای بهبود جریان هوا بر روی اسپلیتر جلو و به‌کارگیری طرح جدیدی برای بخش عقب کفهٔ خودرو، که توسط فراری و جهت کاهش تأثیر جریان هوا بر خوردگی لاستیک‌های عقب و اختلال ایجادشده در عملکرد دیفیوزر عقب طراحی شده‌بود و در مقابل طیف وسیعی از تنظیمات قابل انتخاب برای ارتفاع و شیب خودرو، یا زاویهٔ بین ارتفاع جلو و عقب خودرو را در اختیار تیم قرار می‌داد، از جملهٔ موارد ارائه شده در این بستهٔ آیرودینامیکی بودند. این بروزرسانی‌ها به منظور رساندن خودروی ام‌پی۴–۳۰ به سطحی برابر با طرح‌های توسعه یافته توسط تیم‌های دیگر طراحی شدند. مک‌لارن امیدوار بود که با بروزرسانی پیشرانه و قطعات آیرودینامیکی بتواند برای کسب امتیاز به رقابت بپردازد. در همین راستا، آلونسو در زمانی که در نخستین دور مسابقه با فلیپه ماسا برخورد کرد، در حال رقابت برای حفظ مقام پنجم بود—و برای تکرار بهترین نتیجهٔ کسب شده توسط مک‌لارن در طول فصل وارد میدان شده بود. اما با از دست دادن قدرت پیشرانه، از رقبای خود جا ماند و مسابقه را در جایگاه یازدهم به پایان رساند. با خروج آلونسو از رده‌های امتیازی، باتن به مقام ششم دست یافت. خودروی ام‌پی۴–۳۰ در این مسابقه بهترین عملکرد خود در تعیین خط را نیز به نمایش گذاشت. آلونسو در این مرحله موفق شد جایگاه یازدهم را در صف شروع مسابقه کسب کند و شش امتیاز بدست آمده توسط باتن نیز اختلاف مک‌لارن با تیم سائوبر در رده‌بندی قهرمانی سازندگان را به کمتر از ۱۰ امتیاز رساند. با این حال، به‌واسطهٔ نتیجهٔ این مسابقه، طولانی‌ترین دورهٔ بدون پیروزی با پنجاه و سه مسابقهٔ ناموفق برای تیم مک‌لارن رقم خورد. چنین دوره‌ای از مسابقات بدون پیروزی پیش از این بین جایزه بزرگ ژاپن ۱۹۷۷ تا جایزه بزرگ بریتانیا ۱۹۸۱ توسط مک‌لارن ثبت شده‌بود. با وجود پیشرفتی که این تیم در طول مسابقه‌های پیشین تجربه کرده بود، مشکلات ام‌پی۴–۳۰ در مکزیک نیز ادامه داشت و در مرحلهٔ تعیین خط هر دو رانندهٔ تیم خیلی زود حذف شدند. تعویض قطعات برای خودروی جنسون باتن نیز به حدی رسید که یک پنالتی هفتاد رده‌ای برای او در نظر گرفته‌شد و رکورد جدیدی برای پنالتی رده‌ای به ثبت رسید. آلونسو در مسابقهٔ مکزیک به دلیل بروز مشکلی غیرقابل حل در سامانهٔ بازیابی انرژی، که در شب قبل از مسابقه توسط تیم شناسایی شده بود، بازنشست شد و باتن نیز مقام چهاردهم را کسب کرد.

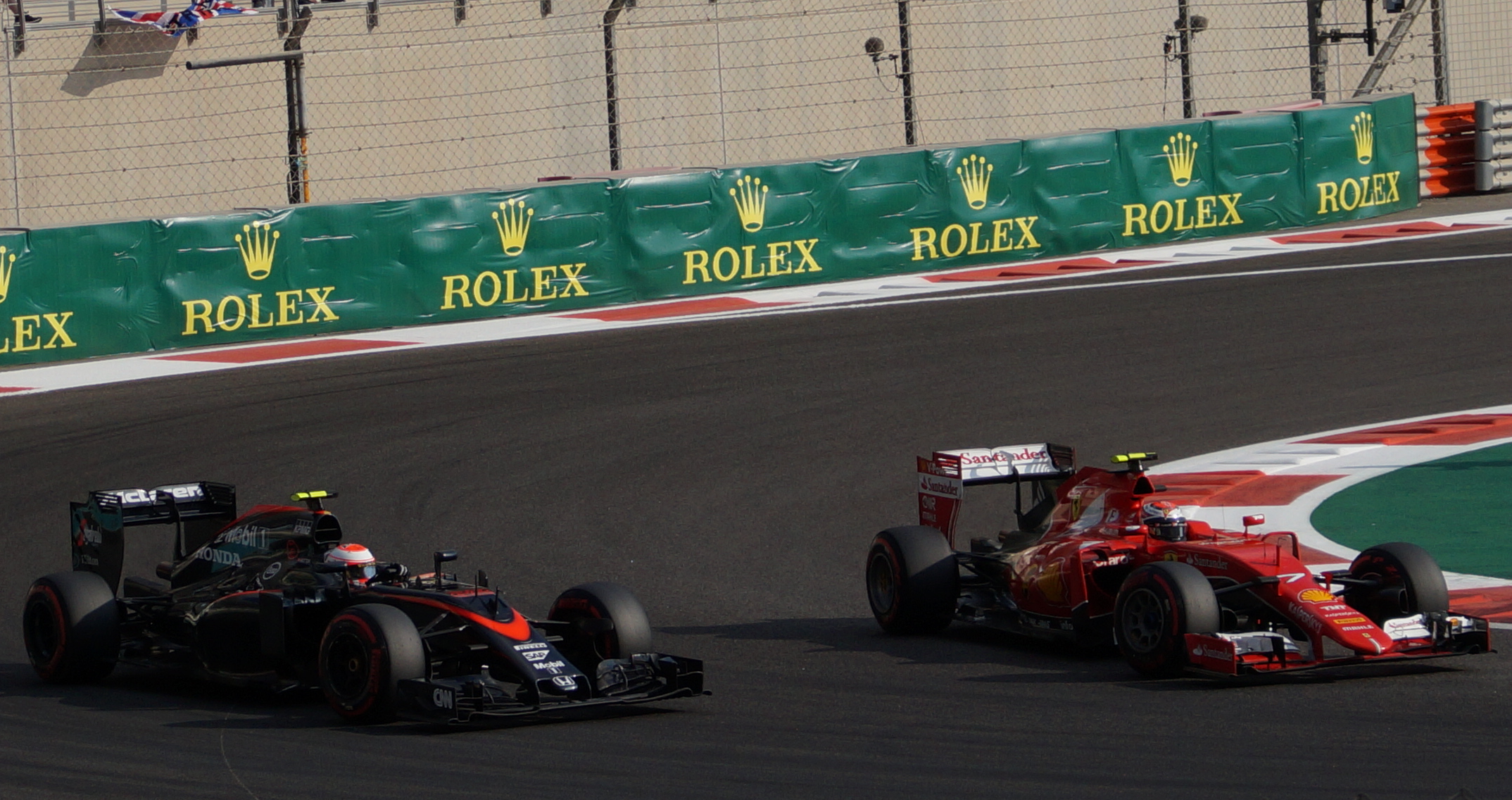
باتن (چپ) در حال رقابت با کیمی رایکونن در آخرین مسابقهٔ فصل،

مشکلات تیم مک‌لارن در زمان فرارسیدن جایزه بزرگ برزیل نیز همچنان ادامه داشت. در جایزه بزرگ برزیل، که مسابقهٔ ماقبل آخر فصل بود، خودروی آلونسو به دلیل بروز نقص‌های فنی مکرر در پیشرانه در طول مرحلهٔ تمرین، دو بار در مسیر پیست متوقف شد و همین موضوع منجر به بازماندن او از شرکت در مرحلهٔ تعیین خط شد. با توجه به عدم پیروی فلیپه ماسا از قواعد مربوط به فشار باد تایرها و رد صلاحیت او، باتن و آلونسو در این مسابقه موفق شدند به ترتیب مقام‌های پانزدهم و شانزدهم را کسب کنند. باتن بعداً اشاره کرد که با وجود برنامهٔ گستردهٔ توسعهٔ موتور از سوی هوندا، کمبود سرعت قابل دستیابی با استفاده از موتور آرای۶۱۵اچ در پیست اینترلاگوس در مقایسه با سایر موتورها «ترسناک» بوده‌است. همزمان با نزدیک شدن به پایان فصل در ابوظبی، مک‌لارن هدف از توسعهٔ خودروی ام‌پی۴–۳۰ را به‌طور کامل تغییر داد. متعاقباً این خودرو به یک پلتفرم آزمایشی برای فصل ۲۰۱۶ تبدیل شد و «بیش از نیمی از» قطعات آن به‌عنوان قطعات آزمایشی در نظر گرفته‌شدند. پیکربندی کاملاً جدید برای هندسهٔ سامانهٔ تعلیق عقب از جملهٔ این بخش‌ها بود. با وجود کمبود سرعت قابل انتظار در مسیرهای مستقیم طولانی در پیست یاس مارینا—و ثبت سرعت‌هایی توسط ام‌پی۴–۳۰ در عبور از تله‌های سرعت، که در مقایسه با سریع‌ترین خودروها در حدود ۳۰ کیلومتر بر ساعت (۱۸٫۶ مایل بر ساعت) کندتر بودند—و برخورد جزئی با والتری بوتاس در مسیر پیت، باتن در طول مسابقه‌ای که به کسب مقام دوازدهم توسط او انجامید، این خودرو را تحسین کرد و عملکرد آن را به‌عنوان «بهترین عملکردی که در تمام سال حس کرده» بود، توصیف کرد. آلونسو به دلیل نقشی که در وقوع تصادف بین پاستور مالدونادو و فلیپه نصر در دور گشایشی مسابقه داشت و به دریافت پنالتی عبور از مسیر پیت برای او منجر شد، در پایان مسابقه مقام هفدهم را کسب کرد. تیم مک‌لارن با به‌کارگیری کامل و مداوم سامانه‌های بازیابی انرژی موتور آرای۶۱۵اچ، از حضور آلونسو در مسابقه به‌عنوان شانسی برای آزمایش این سامانه‌ها سود برد. انی نخستین باری بود که این تیم در شرایط مسابقه‌ای دست به انجام چنین کاری می‌زد. این عمل باعث شد تا آلونسو سومین زمان سریع طی یک دور پیست را در این مسابقه ثبت کند. این زمان کمتر از سه دهم ثانیه کندتر از سریع‌ترین زمان در این مسابقه بود که توسط لوئیز همیلتون ثبت شد.

### رده‌بندی‌های نهایی
مک‌لارن با بیست و هفت امتیاز، که نه امتیاز با تیم سائوبر، نزدیکترین رقیب مک‌لارن، فاصله داشت، این فصل را در جایگاه نهم در رده‌بندی قهرمانی سازندگان به پایان رساند. خودروی ام‌پی۴–۳۰ از میان نوزده مسابقه‌ای که آغاز کرد، در پنج مسابقه موفق به کسب امتیاز شد و بهترین نتیجهٔ کسب‌شده با این خودرو، قرار گرفتن در ردهٔ پنجم در مجارستان بود؛ این مسابقه همچنین تنها مسابقه‌ای بود که در آن هر دو خودروی تیم مک‌لارن در رده‌های امتیازدار قرار گرفتند. جنسون باتن با کسب شانزده امتیاز، بیشترین امتیاز را برای تیم مک‌لارن به‌دست‌آورد؛ در حالی که آلونسو یازده امتیاز را در فصل ۲۰۱۵ کسب کرد. با این حال، آلونسو بهترین نتیجهٔ انفرادی تیم را در جایزه بزرگ مجارستان به‌دست‌آورد و با کسب جایگاه یازدهم در صف شروع جایزه بزرگ ایالات متحده، بالاترین عملکرد در مرحلهٔ تعیین خط را نیز به نام خود ثبت کرد. نتایج پایان فصل، نشان می‌داد که فصل ۲۰۱۵ بدترین نتایج فردی برای جنسون باتن از زمان رانندگی برای هوندا ریسینگ اف۱ در فصل ۲۰۰۸، و بدترین فصل برای آلونسو از زمان شروع فعالیت او در فرمول یک با تیم میناردی در فصل ۲۰۰۱ را به‌همراه داشته‌است.
مگنوسن نیز با توجه به این که از آغاز مسابقهٔ استرالیا، به‌طور رسمی در رده‌بندی رانندگان قرار نگرفت. از آنجا که مجموعه‌ای از مشکلات فنی و بازنشستگی‌ها نیز در طول فصل عملکرد این خودرو را زیر سؤال بردند، این موضوع، فصل ۲۰۱۵ را به سخت‌ترین فصل برای تیم مک‌لارن در فرمول یک بدل کرد.

### بازنشستگی از رقابت‌ها
شرکت پیرلی، تأمین‌کنندهٔ تایر خودروهای فرمول یک، خودروی ام‌پی۴–۳۰ را پس از آخرین مسابقه‌اش در ابوظبی در مجموعه‌ای از آزمون‌ها مورد استفاده قرار داد تا علاوه بر ارزیابی سهمیهٔ ترکیب‌های تایر تخصیص یافته برای فصل ۲۰۱۶، فرصت آشنایی تیم‌ها با ترکیب‌های جدید تایر، که شامل چهار سازهٔ جدید از ترکیب کاملاً جدید التراسافت نیز می‌شد را در اختیار آن‌ها قرار دهد. اشتوفل واندورن در طول این آزمون دوباره وظیفهٔ انجام آزمایش برای تیم مک‌لارن را بر عهده گرفت و با طی نود و نه دور پیست، سریع‌ترین زمان را در این آزمون‌ها ثبت کرد. زمان ثبت‌شده توسط واندورن سه صدم ثانیه از زمان سایر رانندگان، و چهار دهم ثانیه از سریع‌ترین زمان ثبت‌شده در طول مسابقه، سریع‌تر بود.
مک‌لارن ام‌پی۴–۳۰ با حضور در آزمایش تایرهای مرطوب در پیست پل ریکارد در مرحلهٔ تدارکاتی فصل ۲۰۱۶، برای آخرین بار پیش از بازنشستگی از رقابت‌ها، در مسابقات فرمول یک حضور یافت. این خودرو متعاقباً با مک‌لارن ام‌پی۴-۳۱ جایگزین شد.
خودروی ام‌پی۴–۳۰ تحت قوانین معرفی‌شده در فصل ۲۰۱۴ از سوی فدراسیون بین‌المللی اتومبیل‌رانی به‌عنوان یک «خودروی پیشین» شناخته شد—درست مانند تمامی خودروهای حاضر در رقابت‌های فصل ۲۰۱۵—و به دنبال آن، با توجه به شباهت‌های موجود میان آئین‌نامه‌های فنی فصل‌های ۲۰۱۵ و ۲۰۱۶، استفاده از این خودرو در آزمون‌ها و فیلم‌برداری‌های تبلیغاتی به‌عنوان راهی برای جلوگیری از آزمایش‌های غیرمجاز، محدود شد.

## نتایج کامل در مسابقات فرمول یک
(کلید) (نتایجی که به‌صورت پررنگ نوشته شده‌اند نشانگر پول پوزیشن، و نتایجی که به‌صورت کج نوشته شده‌اند نشانگر سریعترین دور هستند)
| سال  | ورودی        | موتور           | تایرها | رانندگان       | گراند پری | گراند پری | گراند پری | گراند پری | گراند پری | گراند پری | گراند پری | گراند پری | گراند پری | گراند پری | گراند پری | گراند پری | گراند پری | گراند پری | گراند پری | گراند پری | گراند پری | گراند پری | گراند پری | امتیاز | جایگاه |
| سال  | ورودی        | موتور           | تایرها | رانندگان       | استرالیا  | مالزی     | چین       | بحرین     | اسپانیا   | موناکو    | کانادا    | اتریش     | بریتانیا  | مجارستان  | بلژیک     | ایتالیا   | سنگاپور   | ژاپن      | روسیه     | آمریکا    | مکزیک     | برزیل     | ابوظبی    | امتیاز | جایگاه |
| ---- | ------------ | --------------- | ------ | -------------- | --------- | --------- | --------- | --------- | --------- | --------- | --------- | --------- | --------- | --------- | --------- | --------- | --------- | --------- | --------- | --------- | --------- | --------- | --------- | ------ | ------ |
| ۲۰۱۵ | مک‌لارن هوندا | هوندا آرای۶۱۵اچ | P      | فرناندو آلونسو |           | ب.        | ۱۲        | ۱۱        | ب.        | ب.        | ب.        | ب.        | ۱۰        | ۵         | ۱۳        | ۱۸†       | ب.        | ۱۱        | ۱۱‡       | ۱۱‡       | ب.        | ۱۵        | ۱۷        | ۲۷     | نهم    |
| ۲۰۱۵ | مک‌لارن هوندا | هوندا آرای۶۱۵اچ | P      | جنسون باتن     | ۱۱        | ب.        | ۱۴‡       | ع.ش.      | ۱۶        | ۸         | ب.        | ب.        | ب.        | ۹         | ۱۴        | ۱۴        | ب.        | ۱۶        | ۹         | ۶‡        | ۱۴        | ۱۴        | ۱۲‡       | ۲۷     | نهم    |
| ۲۰۱۵ | مک‌لارن هوندا | هوندا آرای۶۱۵اچ | P      | کوین مگنوسن    | ع.ش.      |           |           |           |           |           |           |           |           |           |           |           |           |           |           |           |           |           |           | ۲۷     | نهم    |

یادداشت:
- † — راننده موفق نشده‌است مسابقه را به پایان برساند، اما از آنجا که بیش از ۹۰٪ از مسافت طی‌شده توسط برندهٔ مسابقه را طی کرده‌است، در رده‌بندی قرار گرفته‌است.
- ‡ — در پی اعمال پنالتی‌ها، پس از مسابقه نتایج دوباره تنظیم شده‌اند.